# Русинова, Нина Павловна
Ни́на Па́вловна Руси́нова (1895—1986) — советская актриса театра и кино. Народная артистка РСФСР (1956). Лауреат Сталинской премии второй степени (1952).

## Биография
Н. П. Русинова родилась 28 декабря 1894 года (9 января 1895 года). В 1919—1921 годах училась в студии Е. Б. Вахтангова. С 1921 года артистка МАДТ имени Е. Б. Вахтангова. С 1937 года педагог Театрального училища имени Б. В. Щукина. Н. П. Русинова умерла 14 января 1986 года. Похоронена в Москве на Новодевичьем кладбище (участок № 2).

## Семья
- Муж — актёр Лев Петрович Русланов (1896—1937).
- Сын — актёр, певец (баритон) Вадим Львович Русланов (1926—1996), народный артист РСФСР.
- Внук — актёр Вадим Вадимович Русланов (род. 1955).

## Творчество

### Роли в театре
- 1951 — «Егор Булычов и другие» М. Горького — игуменья Меланья
- «На всякого мудреца довольно простоты» А. Н. Островского — Манефа
- «Западня» по Э. Золя
- «Идиот» Ф. М. Достоевского — княгиня Белоконская

### Фильмография
- 1937 Дума про казака Голоту — мать
- 1937 Шахтёры — Ольга Бобылёва
- 1938 Семиклассники — Раиса Павловна
- 1939 Воздушная почта — мать Антона
- 1939 Личное дело — мать Аркадия

## Награды и премии
- орден «Знак Почёта» (1946)[1]
- народная артистка РСФСР (1956)
- Сталинская премия второй степени (1952) — за исполнение ролди игуменьи Меланьи в спектакле «Егор Булычов и другие» М. Горького